# بونویل (کالیفرنیا)
بونویل (به انگلیسی: Boonville) یک منطقهٔ مسکونی در ایالات متحده آمریکا است که در شهرستان مندوسینو، کالیفرنیا واقع شده‌است. بونویل ۱۴٫۳۶ کیلومتر مربع مساحت و ۱٬۰۳۵ نفر جمعیت دارد و ۱۱۶ متر بالاتر از سطح دریا واقع شده‌است.